# Jean-Claude Jaggi
Jean-Claude Jaggi, né le 11 février 1926 à La Chaux-de-Fonds et mort le 25 mars 2010, est une personnalité politique suisse, membre du Parti progressiste national puis du Parti libéral-PPN dès 1980. 

## Biographie
Licencié en sciences économiques et commerciales, il siège au Conseil général de sa ville natale de 1960 à 1964, puis au Grand Conseil du canton de Neuchâtel comme député du district de La Chaux-de-Fonds dès 1965. 
Le 3 avril 1985, il est élu au Conseil d'État neuchâtelois où il prend la tête du département de l'intérieur et de l'agriculture pendant quatre ans puis de celui de l'agriculture et des travaux publics. Il siège au gouvernement jusqu'au 20 mai 1992 et en fut le président en 1988/89. 

## Sources
- Ernest Weibel, Politique et Conseils d'État en Suisse romande de 1940 à nos jours, Fribourg, Éditions universitaires, 1998 (ISBN 978-2827107377)

- « Jean-Claude Jaggi s’est éteint », RTN,‎ 26 mars 2010 (lire en ligne)

- « Hommage du Conseil d’État à Jean Claude Jaggi » [PDF], sur Chancellerie du canton de Neuchâtel (consulté le 28 mars 2010)